# 休·弗罗因德
休·弗罗因德（英語：Hugh Freund，1988年2月18日—），生于緬因州波特蘭，美国男子帆船运动员。他曾代表美国参加2016年夏季残疾人奥林匹克运动会帆船比赛，获得一枚银牌。